# Nacaduba minima
Nacaduba minima är en fjärilsart som beskrevs av Lambertus Johannes Toxopeus 1928. Nacaduba minima ingår i släktet Nacaduba och familjen juvelvingar. Inga underarter finns listade i Catalogue of Life.